# Pokret "Nauku mladima" Bosne i Hercegovine
Pokret „Nauku mladima“ – Savez mladih istraživača Bosne i Hercegovine, formalno je, sve do 1992, kada je prestao sa radom, a nakon rata nije obnovljen.  Djelovao u okviru „Narodne tehnike Bosne i Hercegovine“, asocijacije inovatora koja je osnovana 1946. Međutim, nosilac cjelokupne organizacije, djelatnosti, rukovođenja i smještaja administracije Pokreta, bio je Prirodno-matematički fakultet. Među prvim organizatorima i predsjednicima bili su profesori Prirodno-matematičkog fakulteta u Sarajevu.
Aktivnosti Pokreta su organizirane u mreži lokalnih klubova mladih istraživača, a zatim na godišnjim smotrama na bh. i saveznom nivou bivše Jugoslavije. Smotre su imale i takmičarski i edukacijski karakter. Učesnici – uglavnom srednješkolci – nadmetali su
se u znanjima iz svih prirodnih i matematičkih nauka, na slobodno odabrane teme. Radovi su pisani u formi maturskih/diplomskih radova, a zatim su ih kandidati (na smotrama) branili pred komisijama koje su činili profesori Prirodno-matematičkog fakulteta i fakulteta biotehničkih i biomedicinskih nauka, te Zemaljskog muzeja Bosne i Hercegovine, Sarajevo. Dodjeljivane su (obično) po tri nagrade (godišnje, u vidu odgovarajućih knjiga), (na republičkom i saveznom nivou).
Održavane su i redovne, petnaestodnevne ili mjesečne, ljetne škole Pokreta, koje su obično održavane u historijski poznatim gradovima i lokacijama, kao što su Tjentište, Boračko jezero, Treskavica – Vučja Luka , Jezero (kod Jajca) i druga.
Većina najangažiranijih aktivista sa Prirodno-matematičkog fakulteta dobila je najviša priznanja Pokreta i „Narodne tehnike“ (što se može registrirati internetskim pretraživanjem).

## Istorijat i djelatnost
Inicijativa za osnivanje Pokreta u Bosni i Hercegovini potekla je sa kongresa "Narodne tehnike Jugoslavije", 1963. godine i to je već tada bio uvod u organizovaniji rad na planu naučnoistraživačkog stvaralaštva mladih i rada sa mladim talentima.
U akciju "Nauku mladima" uključili su se: 
- tadašnji CKSOJ-e, zatim
- Državni sekretarijat za poslove narodne odbrane,
- Jugoslavenski zavod za proučavanje školskih i prosvjetnih pitanja,
- Jugoslavensko društvo za širenje naučnih saznanja "Nikola Tesla",
- Savez inžnjera i tehničara Jugoslavije,
- Savezna privredna komora,
- Savezni savjet za koordinaciju naučnih djelatnosti,
- Savezni sekretarijat za privredu,
- Savezni sekretarijat za obrazovanje i kulturu,
- Sindikat radnika društvenih djelatnosti,
- Sindikat radnika industrije i rudarstva,
- Udruženje univerzitetskih nastavnika i drugih naučnh radnika Jugoslavije.[2]

Tako je veliki broj učesnika pri osnivanju Pokreta "Nauku mladima" jasno govorio o širini i dubini razumijevanja ovog fenomena, što je dovelo do odluke o formiranju Saveznog odbora Pokreta "Nauku mladima" kao organa Vijeća "Narodne tehnike Jugoslavije", čiji zadatak je bio da koordinira ukupnu aktivnost naučnoistražvačkog stvaralaštva mladih Jugoslavije, odnosno da koordinira aktivnost republičkih odbora.
Krajem 1964. godine, osnovan je Pokret "Nauku mladlma" u SRBIH, koji je okupljao oko 2.000 učenika srednjih škola, organizovanih u klubove, kružoke, sekcije i naučne grupe širom Republike. Početne aktivnosti imale su, pored istraživačkog i takm1čarski karakter, gdje su prvobitno učestvovali mladi fizičari, hemičari, biolozi, a od 1966. godine i astronomi, da bi se kasnije sve više širio krug naučnih disciplina i oblasti, a od 1979. godlne uvode se društvene nauke.
Od 1972. godine u Pokretu su i učenici osnovnih škola, kao i manji broj studenata. Veliki broj nastavnika je preuzeo ulogu mentora, a brojni afirmirani naučni i stručni radnici obavljali su provjeru i ovjeru naučnoistralivačkih rezultata mladih autora, posebno onih radova koji su prezentirani na republičkim i saveznim smotrama. U prvim godinama postojanja i razvoja Pokreta, bila je adekvatnija društvena valorizacija djelatnosti Pokreta, a posebno društvena valorizacija angažovanja nastavnika - mentora, kao i vrednovanje njihovih troškova, te naučnih i stručnih radnika, da bi se to, posebno u posljednjih desetak godina, svelo skoro na zanemarljivo, pa sve do otpora njihovom angažiranju u Pokretu, što je svakako imalo odraza i na ukupan razvoj ove organizacije.
Ubijeđeni u buduanost razvoja nauke i naučnoistraživačkih potencijala u stvaralaštvu mladih, inspirisani zainteresovanošću sve većeg broja mladlh za djelatnost Pokreta i, u prvom redu, entuzijazmu velikog broja nastavnika - mentora i naučn1h i stručnih radnika, i pored svih teškoća, Pokret je nastavio svoju misiju sve do 1992.
Dobrim dijelom su ostvareni kontakti i odredena saradnja sa jednim brojem fakulteta u SRBIH, većim školskim centrima, SIZ-ovima obrazovanja, jednim brojem preduzeća i kolektiva JNA.
Medutim, pored rezultata koji su postignuti, u organima Pokreta postojalo je nezadovoljstvo statusom ove djelatnosti, društvenom valorlzacljom rada, a posebno ostvarenih rezultata.
Sa stanovišta inkorporiranja ove djelatnosti u naučnotehnološki razvoj, ostvarivana je saradnja sa obrazovnim i naučnim institucijama, nadležnim državnim organima za ovu oblast, kao ni sa privredom, pri čemu je ostao neriješen sistemski načain finansiranja, uz neadekvatnu finansijsku podrtku programskim aktivnostima i projektima.
Organizacije Pokreta "Nauku mladima" - Saveza mladih istraživača polazište svog djelovanja imale su, u prvom redu, u potrebama i interesima mladih da se bave naukom i upoznaju naučno-tehnolotko-tehnički razvoj. Te potrebe i interesi uistinu su shvaćeni kao potreba i nteres društva, normativno regulisani, društveno dogovoreni i iskazani u Ustavu SRBiH, Zakonu o nauanoistralivčakoj djelatnosti, zakonima o osnovnom, srednjem i visokom obrazovanju, zakonima o javnim fondovima, dugoročnim i srednjoročnim planovima i programima razvoja društveno-političkih zajednica itd.
Uz pomenute aktivnosti Pokret je u svim aktivnosima, pored istraživačkog duha, razvijao, afirmirao i na druge načine stimulirao i razvoj moralno-odgojnih vrijednosti članstva, uz organizovano djelovanje na suzbijanju današnjih poroka, koji su već 70-tih godina prošlog stoljeća ozbilčjno zaprijetili širanjem i u nižim dobima bh. mladeži.